# La Sentiu de Sió
La Sentiu de Sió là một đô thị trong tỉnh Lleida, cộng đồng tự trị Cataluña Tây Ban Nha. Đô thị La Sentiu de Sió có diện tích là 29,47 ki-lô-mét vuông, dân số năm 2009 là 502 người với mật độ 17,03 người/km². Đô thị La Sentiu de Sió có cự ly km so với tỉnh lỵ Lleida.